# Hoppets väg
Hoppets väg (italienska: Il cammino della speranza) är en italiensk dramafilm från 1950 i regi av Pietro Germi.

## Utmärkelser
Filmen vann Juryns stora pris vid filmfestivalen i Berlin 1951.

## Roller (urval)
- Raf Vallone – Saro Cammarata
- Elena Varzi – Barbara Spadaro
- Saro Urzì – Ciccio Ingaggiatore
- Saro Arcidiacono – kamrern
- Renato Terra – Mommino
- Liliana Lattanzi – Rosa
- Franco Navarra – Vanni
- Mirella Ciotti – Lorenza